# ابراهیما یاتارا
ابراهیما یاتارا (انگلیسی: Ibrahim Yattara؛ زادهٔ ۳ ژوئن ۱۹۸۰) بازیکن سابق و مربی فوتبال اهل گینه است.
از باشگاه‌هایی که در آن بازی کرده است می‌توان به باشگاه فوتبال رویال آنتورپ، باشگاه فوتبال مرسین، باشگاه فوتبال الشباب عربستان سعودی، و باشگاه فوتبال ترابزون‌اسپور اشاره کرد.
وی همچنین در تیم ملی فوتبال گینه بازی کرده است.